# کاپا بره
کاپا بره یک ستاره است که در صورت فلکی بره قرار دارد.